# Rastertransmissionselektronenmikroskop

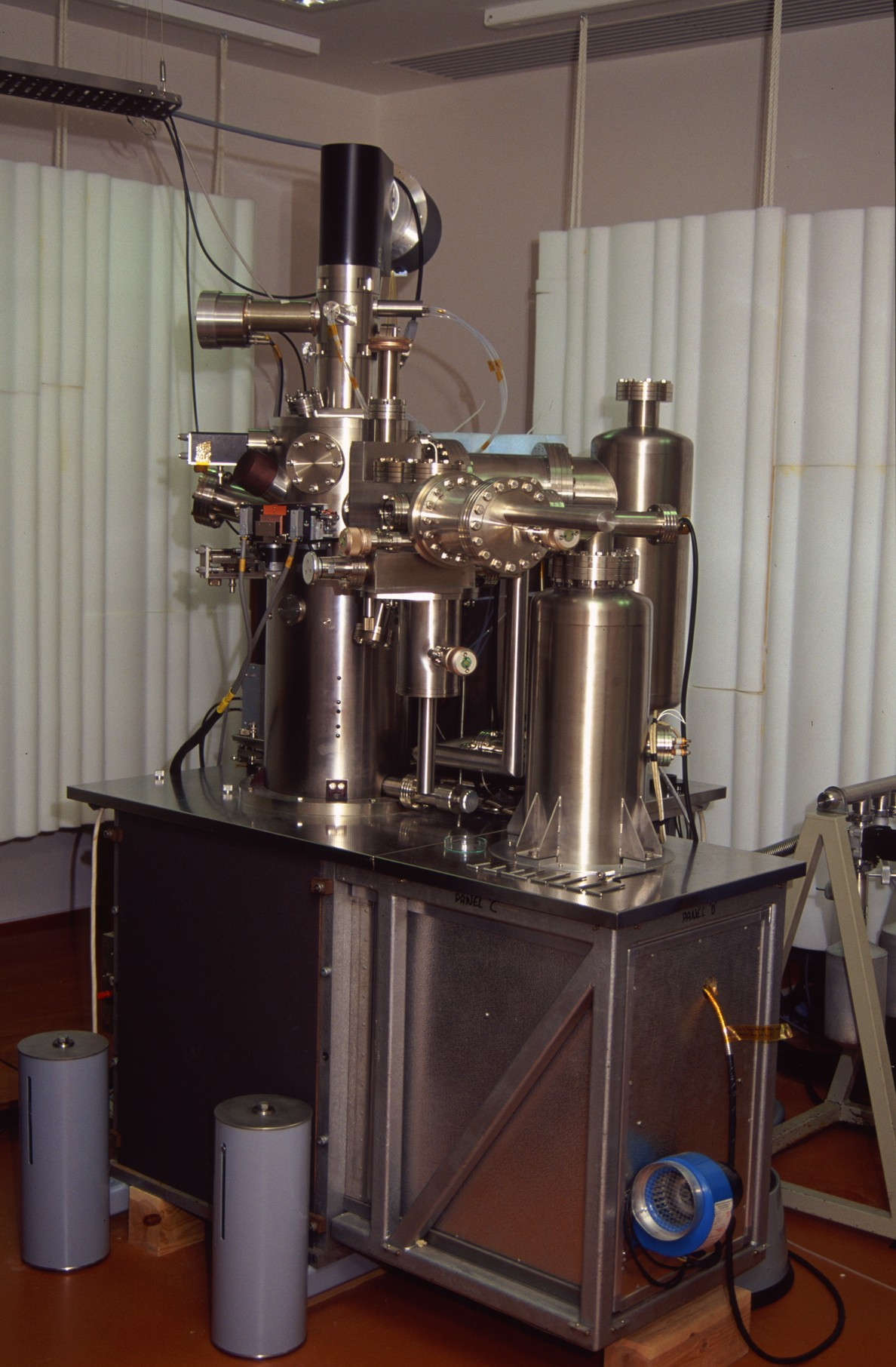
Dediziertes Rastertransmissionselektronenmikroskop

Ein Rastertransmissionselektronenmikroskop (RTEM; englisch scanning transmission electron microscope, STEM) ist ein Elektronenmikroskop, bei dem ein Elektronenstrahl auf eine dünne Probe fokussiert wird und zeilenweise ein bestimmtes Bildfeld abrastert. Als Bildsignal werden in der Regel die durch die Probe transmittierten Primärelektronen benutzt, deren Strom synchron zur Position des Elektronenstrahles gemessen wird. Der Bildentstehung nach handelt es sich um eine Unterform des Rasterelektronenmikroskops (REM), der Untersuchungsgeometrie nach um ein Transmissionsmikroskop. An die Proben werden die gleichen Anforderungen bezüglich Durchstrahlbarkeit gestellt wie beim Transmissionselektronenmikroskop (TEM; zur Abgrenzung oft auch als conventional transmission electron microscope, CTEM, bezeichnet).
Es werden ähnliche Beschleunigungsspannungen wie beim TEM benutzt, nämlich etwa 100 bis 300 kV.
Als dediziertes Rastertransmissionsmikroskop (engl. dedicated STEM) bezeichnet man ein Elektronenmikroskop, das ausschließlich oder vorrangig zum Betrieb als STEM entworfen ist. Aber auch viele moderne TEM erlauben den Betrieb als STEM, diese Geräte werden daher oft als TEM/STEM bezeichnet.
Das erste Rasterelektronenmikroskop wurde 1938 von Manfred von Ardenne entwickelt und gebaut. Praktisch genutzt für die Anwendung in Transmission wurde die Technik allerdings erst nach der Einführung der Feldemissionskathode als Strahlerzeuger 1964 durch Albert Crewe.
Das Rastertransmissionselektronenmikroskop darf nicht mit dem Rastertunnelmikroskop verwechselt werden, bei dem kein elektronenoptisch erzeugter Elektronenstrahl benutzt, sondern der quantenmechanisch erklärbare Tunnelstrom zwischen untersuchtem Objekt und einer mechanisch geführten leitfähigen Spitze gemessen wird und das zu den sogenannten Rastersondenmikroskopen (engl. scanning probe microscopes, SPM) gehört.

## Erzeugung und Steuerung des Elektronenstrahls
Der Elektronenstrahl wird beim STEM meist durch spezielle Feldemissionsstrahler erzeugt (siehe Abschnitt Auflösungsvermögen unten) und durch ein System elektronenoptischer Linsen auf die Probe fokussiert. Dabei wird die letzte Linse als Objektiv bezeichnet.
Im TEM/STEM ist das Objektivfeld oft nahezu symmetrisch zur Probenebene angeordnet. Das ist notwendig, weil – bedingt durch die Bauart – das Objektiv sowohl den Strahl fokussieren können (STEM) als auch die Probe elektronenoptisch abbilden können (TEM) muss. Im reinen STEM ist das Objektivfeld im Strahlengang hauptsächlich vor der Probe konzentriert.
Die Ablenkung des Strahls für den Rastervorgang wird durch zwei Paare gekreuzter (magnetischer) Dipole bewirkt, damit lässt sich der Strahlort über die Probe schieben ohne den Einfallswinkel zu ändern.

## Signalentstehung
Die transmittierten Elektronen werden nach dem Winkelbereich klassifiziert, in den sie von der Probe gestreut werden. Man unterscheidet in Anlehnung an die Lichtmikroskopie Hellfeld- und Dunkelfeldelektronen (engl. bright field, BF, und dark field, DF).
Der oder die BF-Detektoren liegen auf der optischen Achse des Mikroskops und erfassen die nicht oder in sehr kleine Winkel gestreuten Elektronen.
Die DF-Detektoren sind in der Regel konzentrisch um die optische Achse des Mikroskops angeordnet, man bezeichnet sie dann auch als annulare Dunkelfelddetektoren (engl. annular dark field, ADF). Besonders häufig werden Detektoren für das sogenannte high-angle annular dark field (HAADF) eingesetzt.

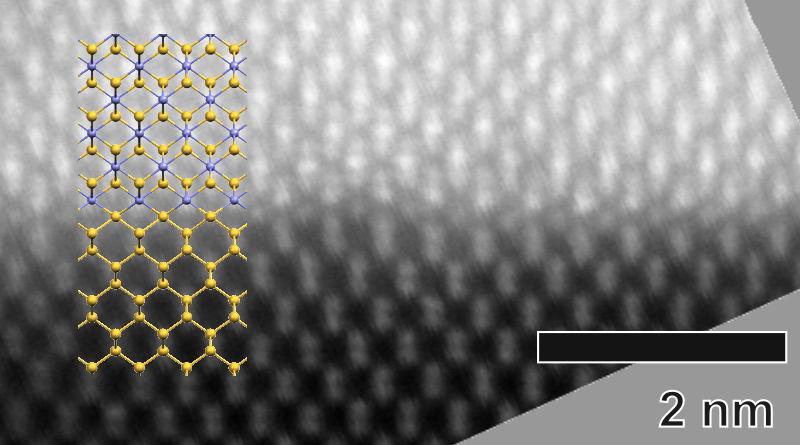
HAADF-Abbildung der Grenzfläche zwischen Silizium (unten) und epitaktischem Nickeldisilizid (oben).

Das HAADF-Signal ermöglicht oftmals die Unterscheidung von chemischen Elementen einfach anhand der Signalintensität, da die Streuung in den entsprechenden Winkelbereich annähernd mit dem Quadrat der Ordnungszahl skaliert. Für genügend dünne Proben hängt die HAADF-Intensität außerdem etwa linear von der durchstrahlten Probendicke ab.
Die Möglichkeit, mehrere Signale parallel zur Abbildung nutzen zu können, ist eine der besonderen Eigenschaften aller Rasterelektronenmikroskope.
Neben den BF- und DF-Signalen werden häufig Spektroskopien wie energiedispersive Röntgenanalyse (engl. energy dispersive X-ray analysis, EDX) oder Elektronenenergieverlustspektroskopie (engl. electron energy loss spectroscopy, EELS) zur Bestimmung der Verteilung und Konzentration chemischer Elemente eingesetzt.

## Auflösungsvermögen
Die für hochauflösende Untersuchungen nötigen Strahldurchmesser im Bereich von 0,1 nm und darunter lassen sich bei genügend großen Strahlströmen nur erzielen, wenn die Elektronenquelle ausreichend kohärente Elektronen liefert (Kohärenzverbesserung ist durch Benutzung kleiner Strahlblenden, aber nur auf Kosten der Größe des Strahlstromes erreichbar). Hinreichend kohärente Elektronen erhält man mit Feldemissions- und Schottkykathoden, nicht aber mit rein thermisch emittierenden Quellen. Schottkykathoden sind eine Mischform aus thermischen und Feldemissionsquellen, dabei wird durch eine moderate Heizung des Emitters eine Emission von Elektronen bei Feldstärken unterhalb der für Feldemission nötigen erreicht. Schottkykathoden werden meist in kombinierten TEM/STEM-Geräten eingesetzt, da sie einen höheren Strahlstrom als reine Feldemissionsquellen liefern, was für den TEM-Modus nötig ist, allerdings mit geringerer Kohärenz. Dedizierte STEM-Geräte werden mit reinen Feldemissionskathoden ausgerüstet, die bei Umgebungstemperatur arbeiten. Durch den Einsatz eines Monochromators kann die Kohärenz ebenfalls erhöht werden, aber wiederum nur auf Kosten des Strahlstromes.
Der kleinste erzielbare Strahldurchmesser ist durch die Aberrationen des elektronenoptischen Systems zur Strahlfokussierung bestimmt. Auf der einen Seite erfordert das Beugungslimit für eine Verringerung des Strahldurchmessers im Fokus eine Vergrößerung des Strahlkonvergenzwinkels, auf der anderen Seite stören die Aberrationen Strahlengänge mit steigendem Abstand von der optischen Achse zunehmend. Daraus ergibt sich ein optimaler Konvergenzwinkel sowie ebenfalls ein optimaler Defokus (nach Scherzer als Scherzer-Fokus bezeichnet). Da der Strahl über feste Blenden begrenzt wird, ist hier ein mehrstufiges Kondensorsystem erforderlich, um den durch Aberrationen gestörten Strahlanteil  ohne kontrastvermindernde Anteile aus den größeren Winkelbereichen genau auswählen zu können. Moderne Geräte besitzen ein 3-Kondensorsystem, das diese Forderung erfüllt. Der Einsatz eines Korrektors für die elektronenoptischen Aberrationen auf der Basis magnetischer Multipole (Dipole, Quadopole, Hexapole, Oktupole) ermöglicht Ortsauflösungen von besser 0,14 nm bei 60 kV, besser 0,10 nm mit 100 kV Beschleunigungsspannung und etwa 0,06–0,08 nm mit 300 kV; außer den elektronenoptischen Faktoren spielen hierbei auch mechanische Stabilität des Mikroskops sowie die Stabilität der Strahlablenkung eine Rolle. Die Korrektoren vergrößern den wenig durch Aberrationen gestörten Winkelbereich. Die durch die Aberrationskorrektur möglichen größeren sinnvollen Konvergenzwinkel, die zur Verringerung des Strahldurchmessers benötigt werden (siehe Auflösungsvermögen), können eine Verbesserung der Tiefenauflösung (also der Ortsauflösung in Strahlrichtung) ermöglichen.